# ميكائيل غورانسون
ميكائيل غورانسون (بالسويدية: Mikael Göransson)‏ هو حكم كرة قدم ولاعب كرة قدم سويدي في مركز الوسط، ولد في 15 مايو 1966 في Västra Frölunda ‏ في السويد. لعب مع نادي إلفسبورغ.